# Ed Benguiat
Ephram Edward Benguiat (27 de octubre de 1927-15 de octubre de 2020) fue un tipógrafo estadounidense, creador de más de seiscientos tipos de letras, entre las que destacan; Tiffany, Bookman, Panache, Souvenir, Edwardian Script, y los epónimos Benguiat y Benguiat Gothic. Diseñó y rediseñó logotípos para Esquire, The New York Times, Playboy, McCall’s, Reader’s Digest, Sports Illustrated, The Star-Ledger, The San Diego Tribune, AT&T, A&E, Coke, Estée Lauder o Ford. En el mundo del cine, diseñó la tipografía usada en El planeta de los simios, Super Fly y Los cñones de Navarone, así como del logotipo de la serie de televisión Stranger Things.

## Biografía
Benguiat nació en Brooklyn, Nueva York, el 27 de octubre de 1927. Su madre, Rose Nahum era conductora de Cruz Roja y su padre, Jack Benguiat, director de imagen de la cadena de tiendas Bloomingdale's. Desde muy joven, estuvo expuesto a elemento de diseño gracias a las herramientas de trabajo de su padre.
Aunque no tenía la edad suficiente para alistarse en las fuerzas armadas durante la Segunda Guerra Mundial, se alistó usando un certificado de nacimiento falsificado y sirvió en el Cuerpo Aéreo. Estuvo destinado en Italia como operador de radio y luego realizó reconocimientos fotográficos.
Benguiat comenzó una carrera musical como percusionista de jazz llegando a tocar en las bandas de Stan Kenton y Woody Herman. En una entrevista, declaró sobre la elección de su carrera como diseñador: "Soy realmente un músico, un percusionista de jazz. Un día fui al sindicato de músicos para pagar las cuotas y vi a todos estos ancianos que estaban tocando en bar mitzvás y bodas griegas. Se me ocurrió que algún día podría ser yo, así que decidí convertirme en ilustrador".
Comenzó su carrera de diseño trabajando, según sus palabras, como "retocador de escote" durante el período restrictivo posterior a la Segunda Guerra Mundial, cuando el Código Hays impuso restricciones a la desnudez en las películas. Su papel involucró la aerografía y otras técnicas para acabar con los desnudos en las obras publicadas. Luego pasó a estudiar diseño gráfico, caligrafía y tipografía en la Escuela Taller de Arte Publicitario con el artista gráfico y calígrafo ruso-estadounidense Paul Standard.
Fue contratado como diseñador por la revista Esquire en 1953 y posteriormente se incorporó a Photo Lettering Inc. como director de diseño en 1962. Fue aquí donde trabajó en la utilización de tecnología fotográfica para tipografía y letras comerciales. Ayudó a establecer la International Typeface Corporation (ITC) en 1970,  como una compañía de licencias independiente y se desempeñó como vicepresidente de la misma.
A lo largo de su carrera, fue uno de los creadores de tipografías más prolíficos, creando más de 600 diseños de letras, incluidos, Tiffany, ITC Bookman, Panache, Souvenir, Edwardian Script, y los epónimos Benguiat y Benguiat Gothic. La tipografía tipo Benguiat fue usada ampliamente en la obra de Stephen King durante la década de 1980, y posteriormente para los créditos iniciales de la serie Stranger Things. También fue usada para los créditos de Star Trek Generations y Star Trek: First Contact.
Benguiat fue el responsable del diseño y rediseño de los logotípos de Esquire, The New York Times, Playboy, McCall’s, Reader’s Digest, Photography, Look, Sports Illustrated, The Star-Ledger, The San Diego Tribune, AT&T, A&E, Coke, Estée Lauder y Ford, entre otros. Otros notables trabajos de Benguiat incluyeron los logotipos para las películas El planeta de los simios, Super Fly y Los cañones de Navarone. La tipografía "Benguiat Caslon" fue usada en el logo de Foxy Brown.
La estética del diseño de Benguiat incluía tipografías de exhibición dramáticas , espacios reducidos, también conocidos como "apretados pero sin tocar" o "espaciados atractivos", la altura de la x, muy alta en los diseños de los años 70, a veces con extravagantes caracteres decorativos, características que eran comunes en los tipos de letra de ITC. Estos estilos también se ven en los diseños de Herb Lubalin, otro de los fundadores de ITC. Gene Gable comentó: "Se podría decir fácilmente que los diseños de ITC le dieron un rostro a los años 70 y 80 ... No se podía abrir una revista o pasar una valla publicitaria en los años 70 sin verlos".
Benguiat fue profesor de la Escuela de Artes Visuales de Nueva York, durante más de 50 años.